# 사증 (전한)
사증(史曾, ? ~ 기원전 58년)은 전한 후기의 외척으로, 자는 자회(子回)이다. 선제의 조모 사양제의 조카이다.

## 생애
선제는 갓난아이 때 조부 여태자가 무고의 난을 일으켜 조부모와 부모를 모두 잃었는데, 병길의 보호로 홀로 살아남아 자랐다. 성장하여 황제로 즉위한 선제는 예전에 자신에게 은혜를 베푼 이들에게 보답하였고, 관내후에 봉해져 있었던 중랑장(中郞將) 사증은 원강 3년(기원전 63년)에 병길·사현·허순·허연수와 함께 열후에 봉해졌다.
아내 의군(宜君)은 투기가 심하여 사증의 계집종 40여 명을 목졸라 죽이고, 정실이 처음으로 아이를 낳으니 몰래 아이의 사지를 끊었다. 결국 죄를 받아 기시되었고, 사증은 외가 쪽에서 벌인 일이라는 이유로 연좌되지 않고 작위도 유지하였다.
신작 4년(기원전 58년)에 죽어 시호를 애(哀)라 하였고, 후사가 없어 봉국이 폐지되었다.

## 출전
- 사마천, 《사기》
  - 권20 건원이래후자연표
- 반고, 《한서》
  - 권8 선제기
  - 권18 외척은택후표
  - 권97상 외척전 上